# Nuclear Power Demonstration
Nuclear Power Demonstration (NPD) var en kärnreaktor-prototyp för reaktortypen CANDU. Den bestod av en 22MWe PHWR-reaktor. 
Den var placerad i Rolphton, Ontario, Kanada. Den var i drift mellan 1962 och 1987 och producerade Kanadas första kärnkraftsel. Den är numera nedlagd.